# Estación Villa del Parque
Villa del Parque es una estación ferroviaria ubicada en el barrio porteño del mismo nombre. Fue inaugurada el 19 de abril de 1907 como parte del Ferrocarril Buenos Aires al Pacífico. Actualmente forma parte de la Línea San Martín, siendo una de las estaciones más importantes de ese servicio. Se encuentra ubicada en el casco céntrico del barrio, y posee tres plataformas, cuatro andenes, varios locales comerciales y un puente peatonal.

## Historia

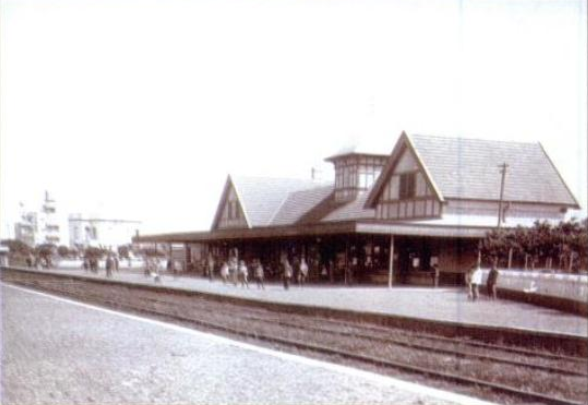
La estación en su estado original hacia 1907

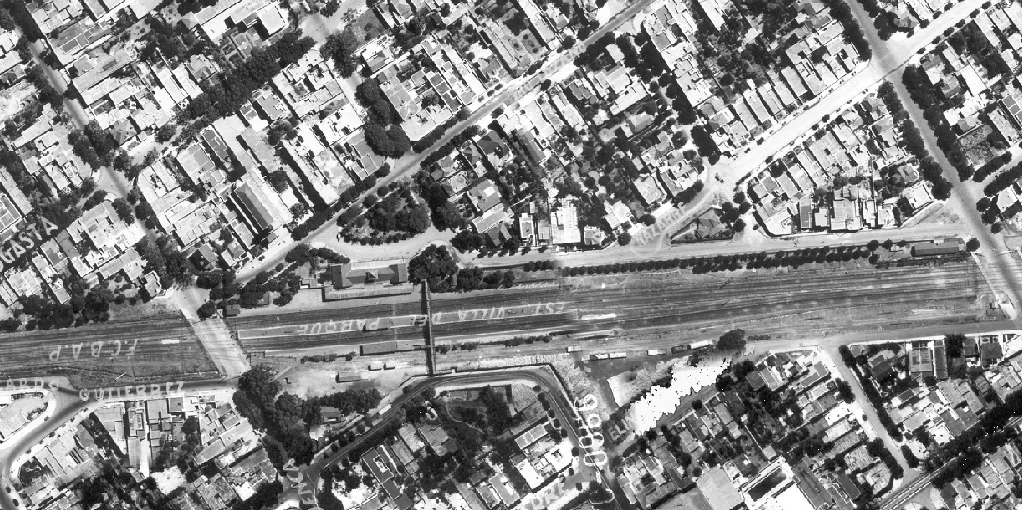
Vista aérea de 1940, donde se aprecian las vías levantadas

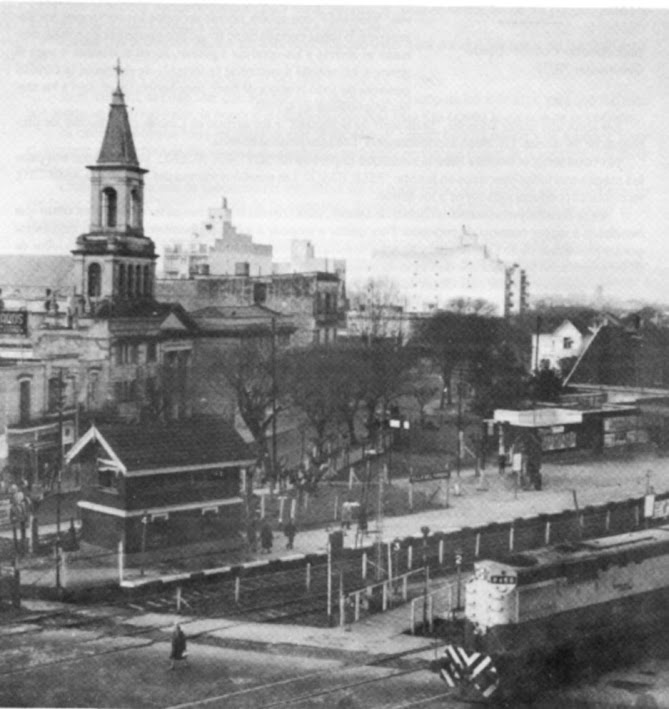
La cabina de señales y la zona demolida para construir la hilera de locales comerciales

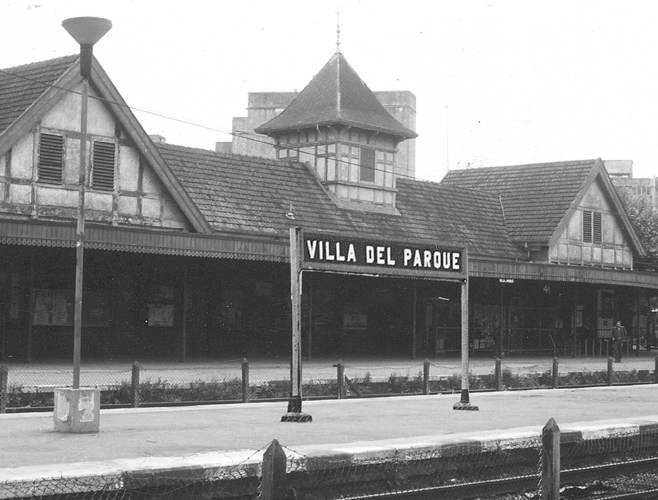
El andén principal hacia la década del 1960

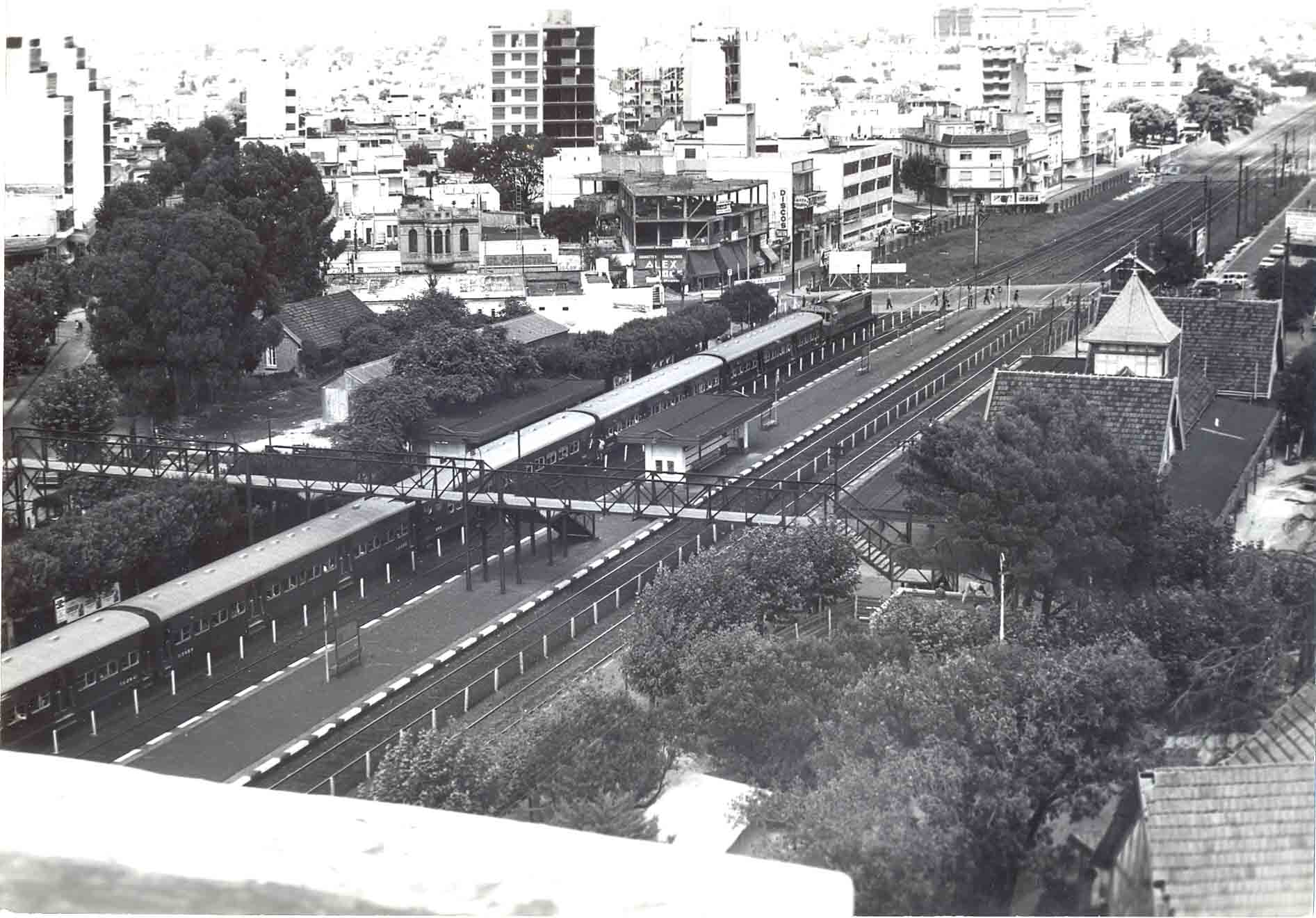
Vista panorámica (aprox 1970)

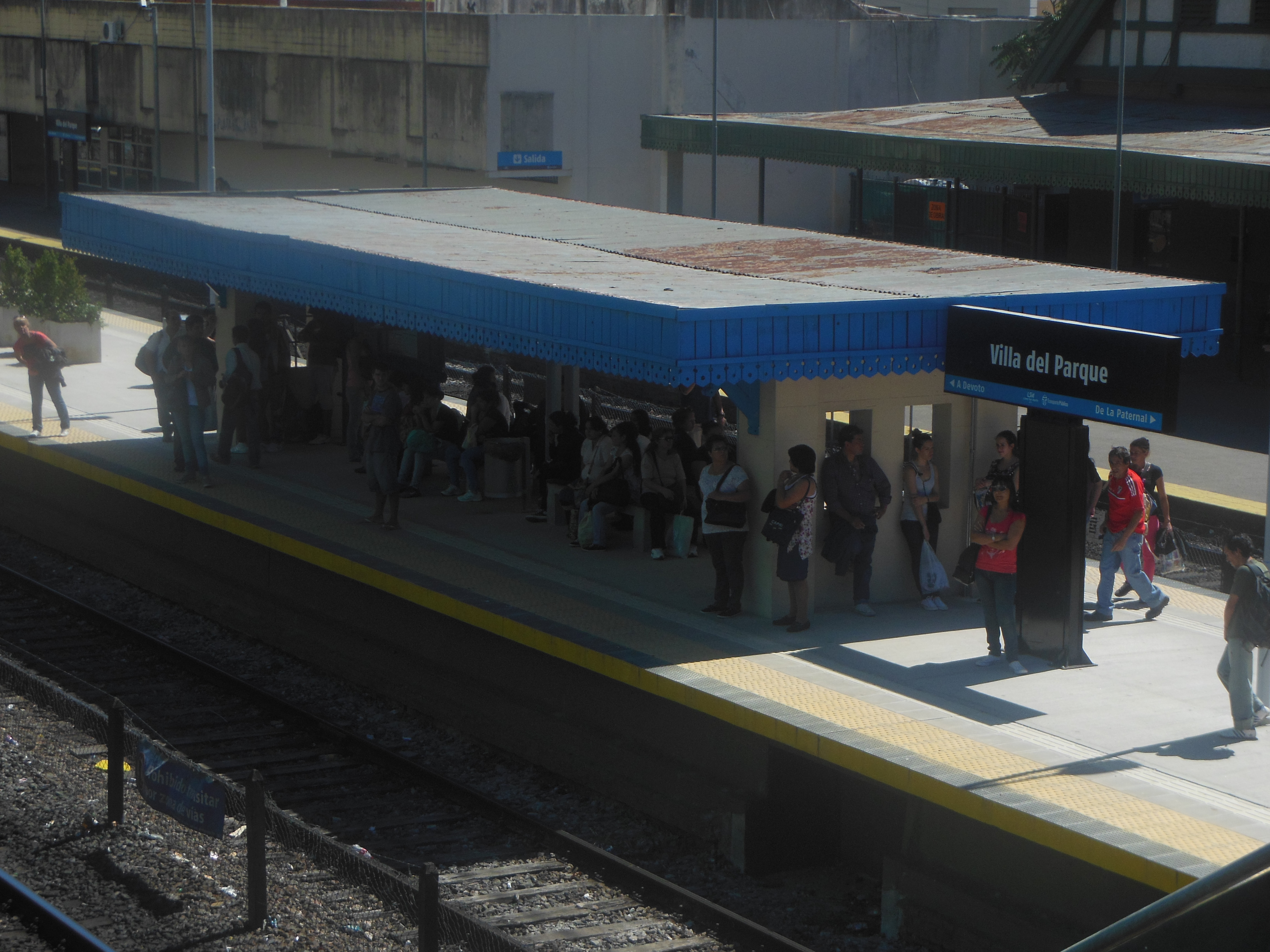
Vista del andén central elevado

La estación fue fundada en abril de 1907 por el Ferrocarril Buenos Aires al Pacífico. Hasta ese entonces, Villa del Parque era un alejado suburbio en proceso de loteo conectado a la ciudad por un tranvía que iba hasta la calle Rivadavia.
Originalmente la estación contaba con una quinta vía hacia el sur, que desembocaba en una torre de agua para las viejas locomotoras a vapor. Esta vía fue levantada al introducirse las locomotoras diésel. Su lugar fue ocupado por un baldío primero y un estacionamiento después.
El edificio central, ubicado en el andén 4 (sentido hacia el centro de la ciudad), poseía originalmente un cuarto de encomiendas, sala de espera de señoras, oficina de telégrafo y dormitorios para guardias nocturnas. Con la evolución demográfica y tecnológica de la ciudad, estos ambientes quedaron sin utilidad y se decidió tirar abajo las paredes para construir un gran hall frente a la boletería.
Durante los años 1970 se demolieron la vieja vivienda del jefe de estación y los viejos baños de hombres, construidos a lo largo del andén 4 (entre la calle Cuenca y el edificio central), para construir un conjunto de locales comerciales. El estilo racionalista de esta construcción contrasta fuertemente con la refinada arquitectura inglesa del resto de la estación. También se cambió el color verde oliva original de postes y refugios por el naranja y se remplazaron campanas y relojes por timbres y carteles eléctricos.
Posteriormente, al ser privatizado el servicio en 1996, la empresa Metropolitano cambió el color al azul, retiró los elementos históricos que quedaban y comenzó a alquilar sectores del propio edificio central para locales comerciales, permitiendo más cambios en la fisonomía interna. Luego esta estación, como el resto de la red operada por dicha empresa, entró en un período de decadencia hasta la rescisión de la concesión del servicio.
La empresa UGOFE llevó adelante una restauración integral a partir de 2004, recuperando el color verde y poniendo en valor la infraestructura. Al mismo tiempo, el Gobierno de la Ciudad de Buenos Aires realizó una intervención en la explanada y la plazoleta ubicadas frente al edificio principal. La primera fue nivelada a la misma altura de la vereda y recubierta por adoquines modernos, transformándola en una calle de prioridad peatonal, mientras que la plazoleta fue modernizada por completo.
A mediados del año 2013 comenzaron las tareas de elevación de andenes, para poder incorporar nuevas unidades cero kilómetros al servicio. La plataforma central (andenes 1 y 2) quedó terminada a las pocas semanas, reformándose el refugio central (se tiró abajo la pared divisoria y se agregaron bancos de espera). Los andenes 3 y 4 fueron terminados a mediados del 2014.
Como parte de la modernización y puesta en valor del servicio, el puente peatonal fue techado y se construyeron nuevos refugios y boleterías sobre los andenes, complementarias a las existentes.
Entre 21 de mayo de 2018 y el 10 de julio de 2019 la estación fue provisoriamente terminal de la línea por la construcción del viaducto ferroviario entre las estaciones La Paternal y Villa Crespo (ex Chacarita). A ese fin, se construyó un puente peatonal complementario provisorio entre la plataforma central y la del andén 3.

## Características
La estación posee tres plataformas, dos laterales y una central. A cada lado de la plataforma central pasan dos vías; las externas corresponden a los andenes laterales y las internas a la propia plataforma central. 
La plataforma lateral ubicada hacia el norte es considerada el anden 4, y aquí se encuentra el edificio central de la estación. Los trenes que se detienen en este lugar se dirigen hacia el centro de la ciudad parando en todas las estaciones. 
La plataforma lateral ubicada hacia el sur se denominada anden 3 y recibe los servicios comunes que se dirigen al conurbano. En lugar de edificio posee un refugio largo en donde se ubica una boletaría y un local gastronómico.
La plataforma central alberga dos andenes distintos: el borde que da a la vía interior norte es considerado anden 2 y recibe los servicios rápidos rumbo al centro, mientras que la vía interior sur es considerada anden 1 y recibe los servicios rápidos rumbo al conurbano bonaerense. Esta plataforma posee un pequeño refugio que, hasta la elevación del 2013, no contaba con asientos y poseía una pared interna que lo dividía en dos. Con la reforma se tiró abajo la pared divisoria y se agregaron asientos. 
Adicionalmente, la estación cuenta con un puente peatonal público que une las tres plataformas entre sí, además de poseer una salida al otro lado de la vía, permitiendo cruzar toda la infraestructura sin pasar por un paso a nivel.

## Servicios
La estación presta servicio en la Línea San Martín de los ferrocarriles metropolitanos de Buenos Aires, que conecta las terminales Retiro, José C. Paz, Pilar y Domingo Cabred.
A partir del 31 de octubre del 2013 comenzó a funcionar un nuevo servicio rápido cumplido por formaciones chinas 0 km en el andén central 1/2, simultáneamente con el servicio tradicional. El 16 de abril del 2014 las viejas unidades de la línea fueron radiadas, quedando por unos pocos días solo el servicio rápido prestado con formaciones nuevas en el andén central. Luego comenzó a prestarse el servicio tradicional con formaciones nuevas en el andén central, mientras terminaban de elevarse los andenes 3 y 4. 
Actualmente el servicio común se presta en los andenes laterales, quedando el central 1/2 para servicios rápidos o situaciones especiales.
En 2018, y con motivo de la construcción de un viaducto para elevar las vías entre Palermo y La Paternal, Villa del Parque se convirtió en la cabecera provisoria de los servicios urbanos.

## Diagrama
| Plataforma lateral, las puertas abren del lado izquierdo. |                                                            |
| Andén 4                                                   | Trenes comunes a Retiro (próxima La Paternal) →            |
| Andén 2                                                   | Trenes rápidos a Retiro (no paran) →                       |
| Plataforma central, las puertas abren del lado derecho.   |                                                            |
| Andén 1                                                   | ← Trenes rápidos a J. C. Paz/Pilar/Cabred (no paran)       |
| Andén 3                                                   | ← Trenes comunes a J. C. Paz/Pilar/Cabred (próxima Devoto) |
| Plataforma lateral, las puertas abren del lado izquierdo. |                                                            |

## Galería

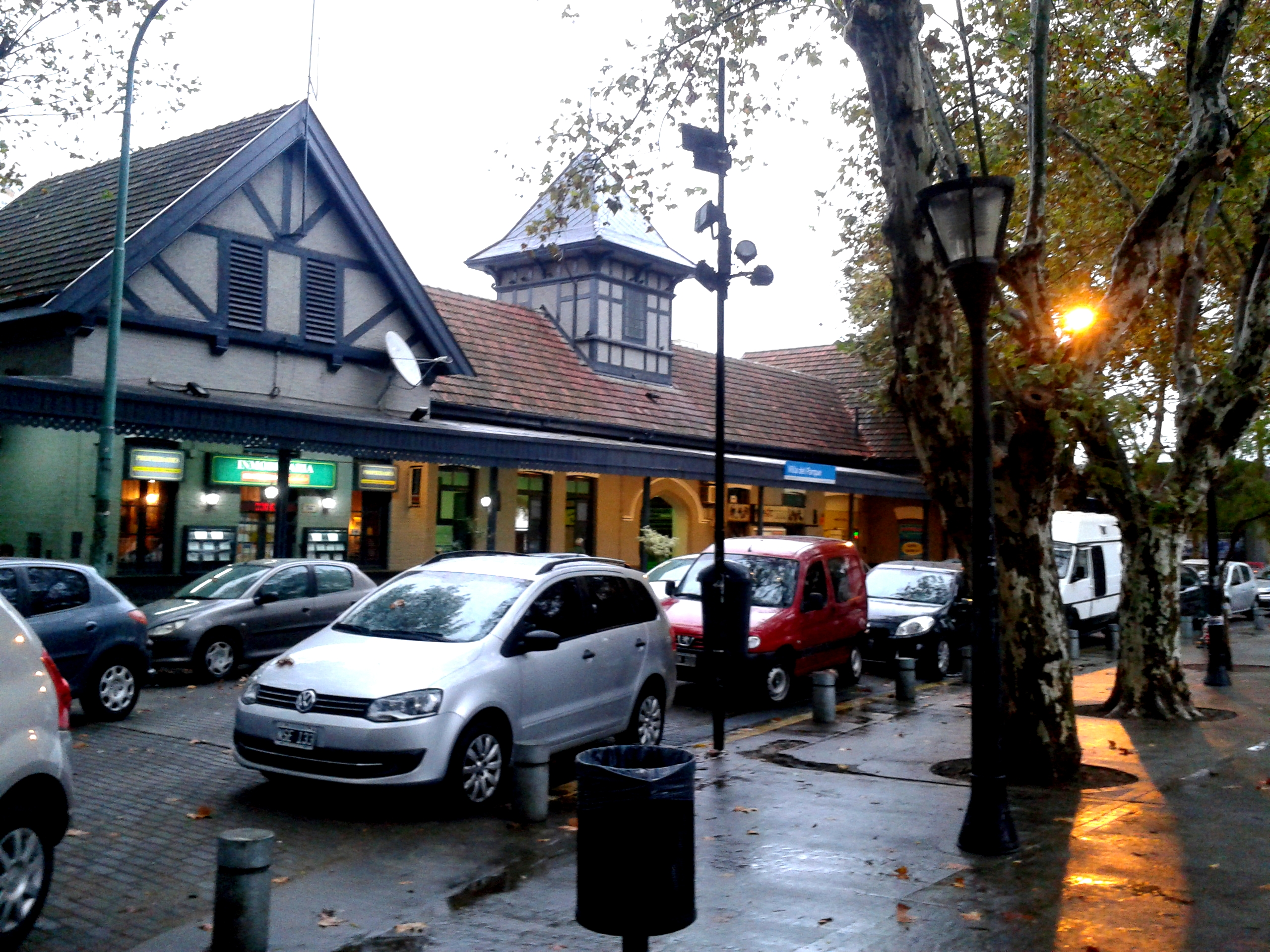
Fachada a la calle
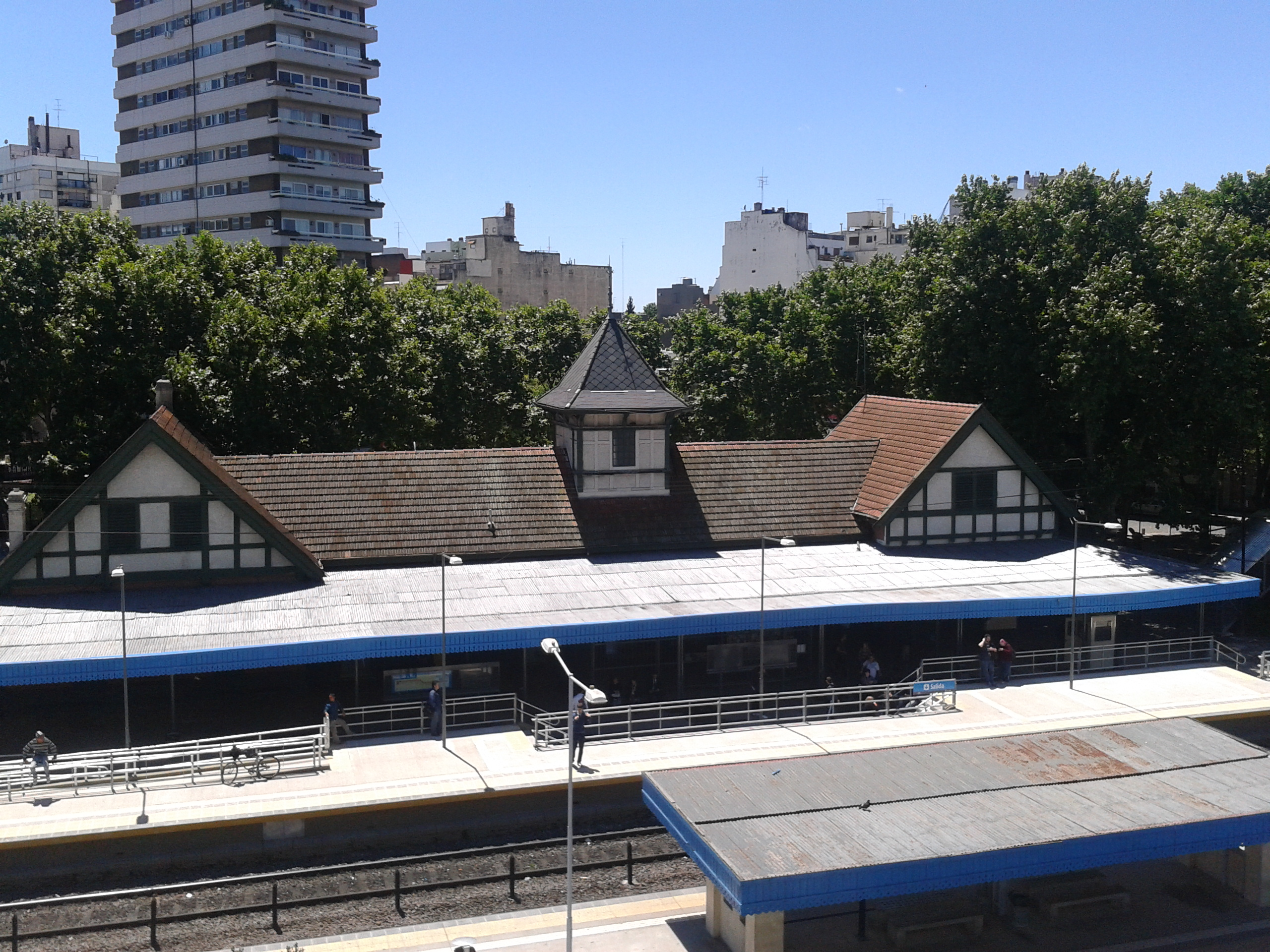
El edificio principal
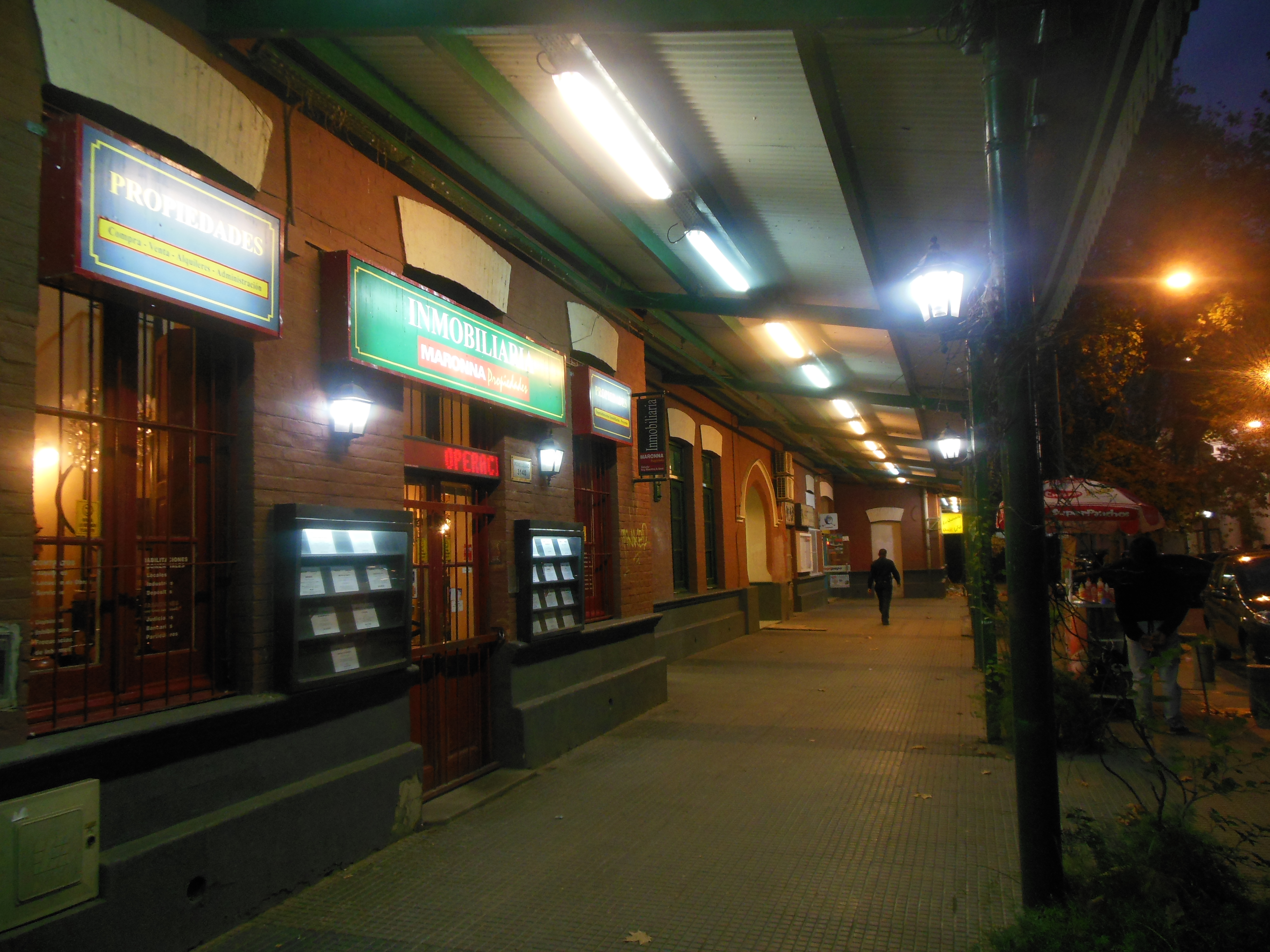
Vista nocturna de la entrada
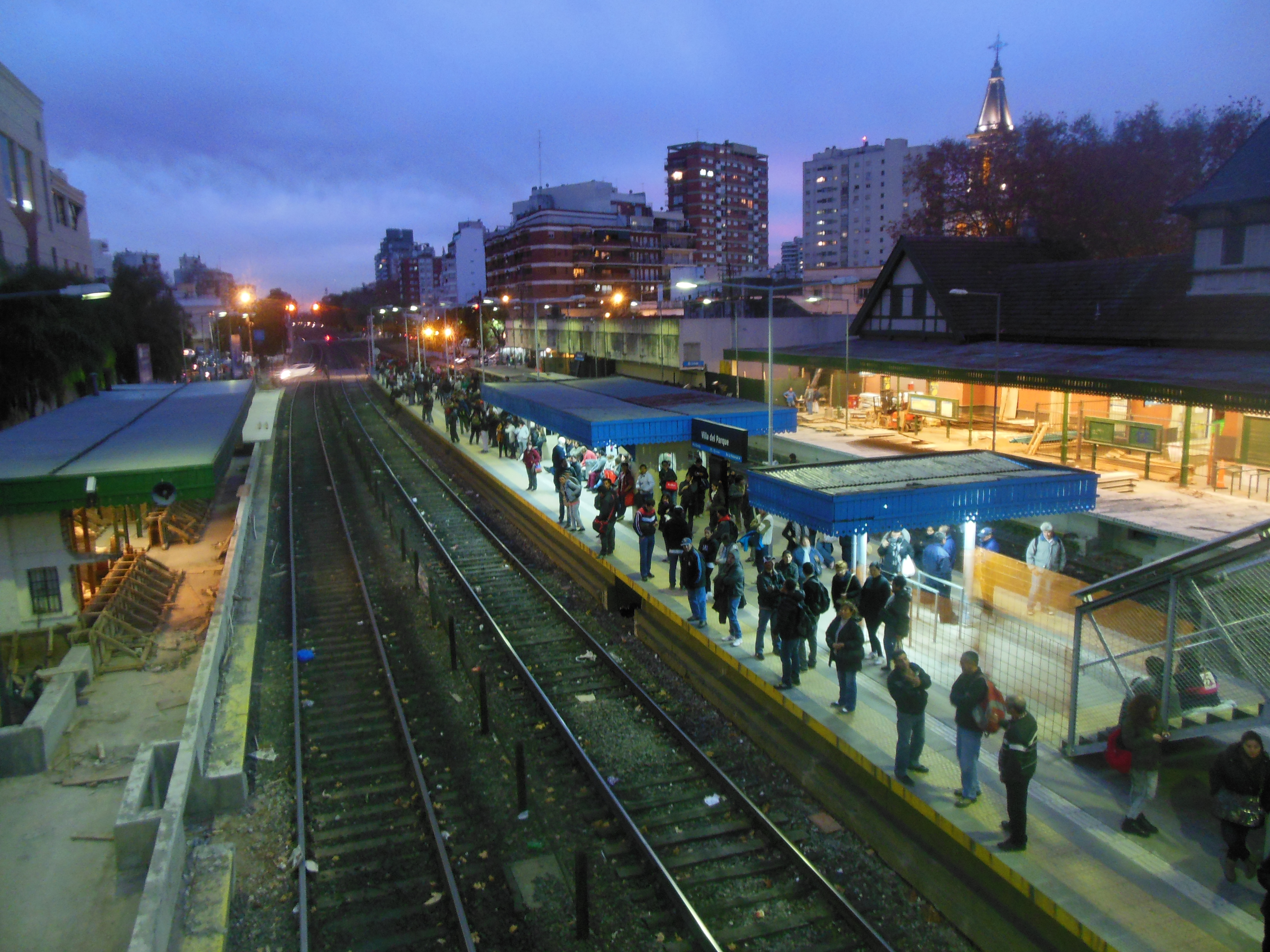
Vista nocturna de los andenes
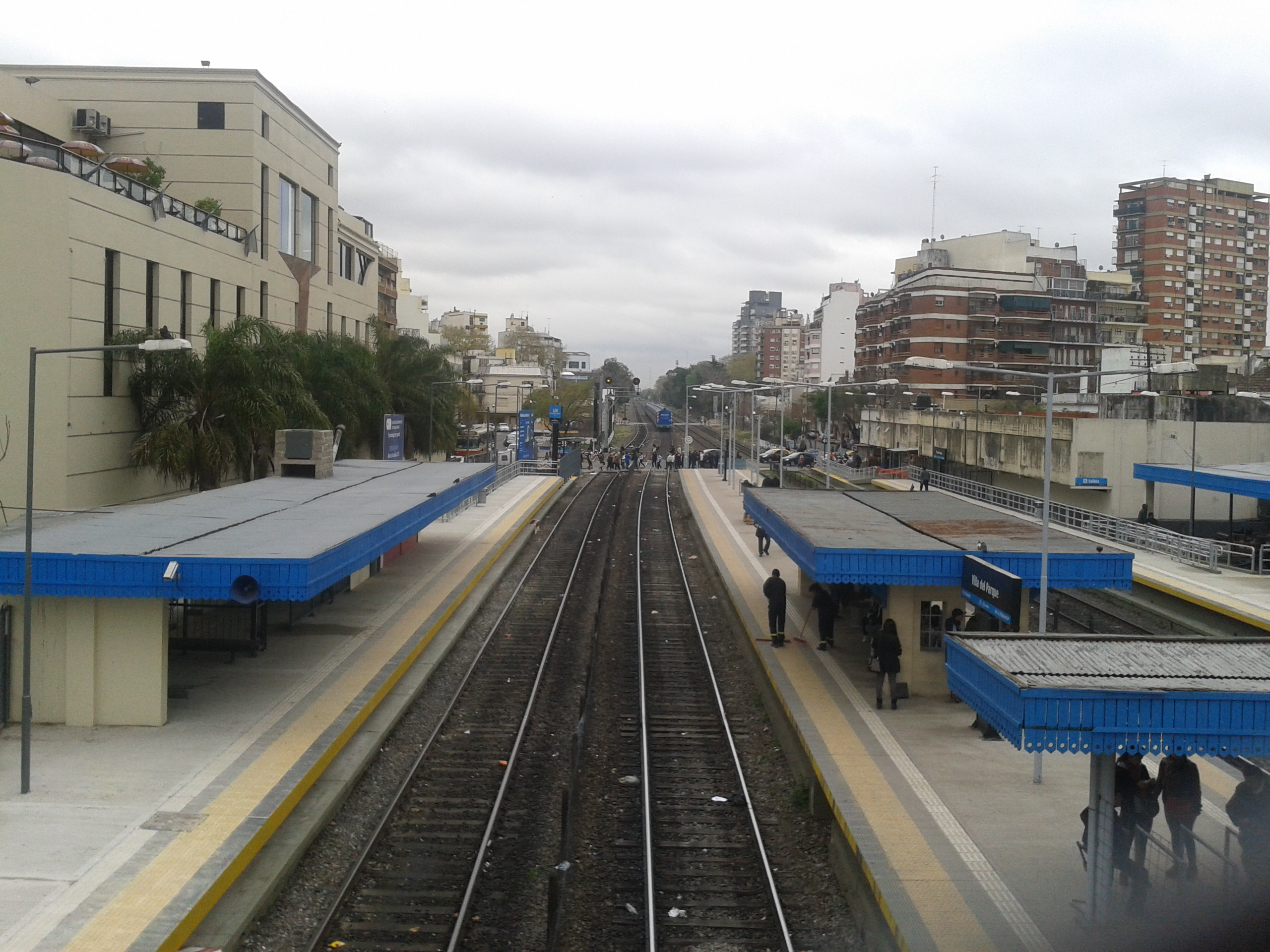
Andenes 3 y 1
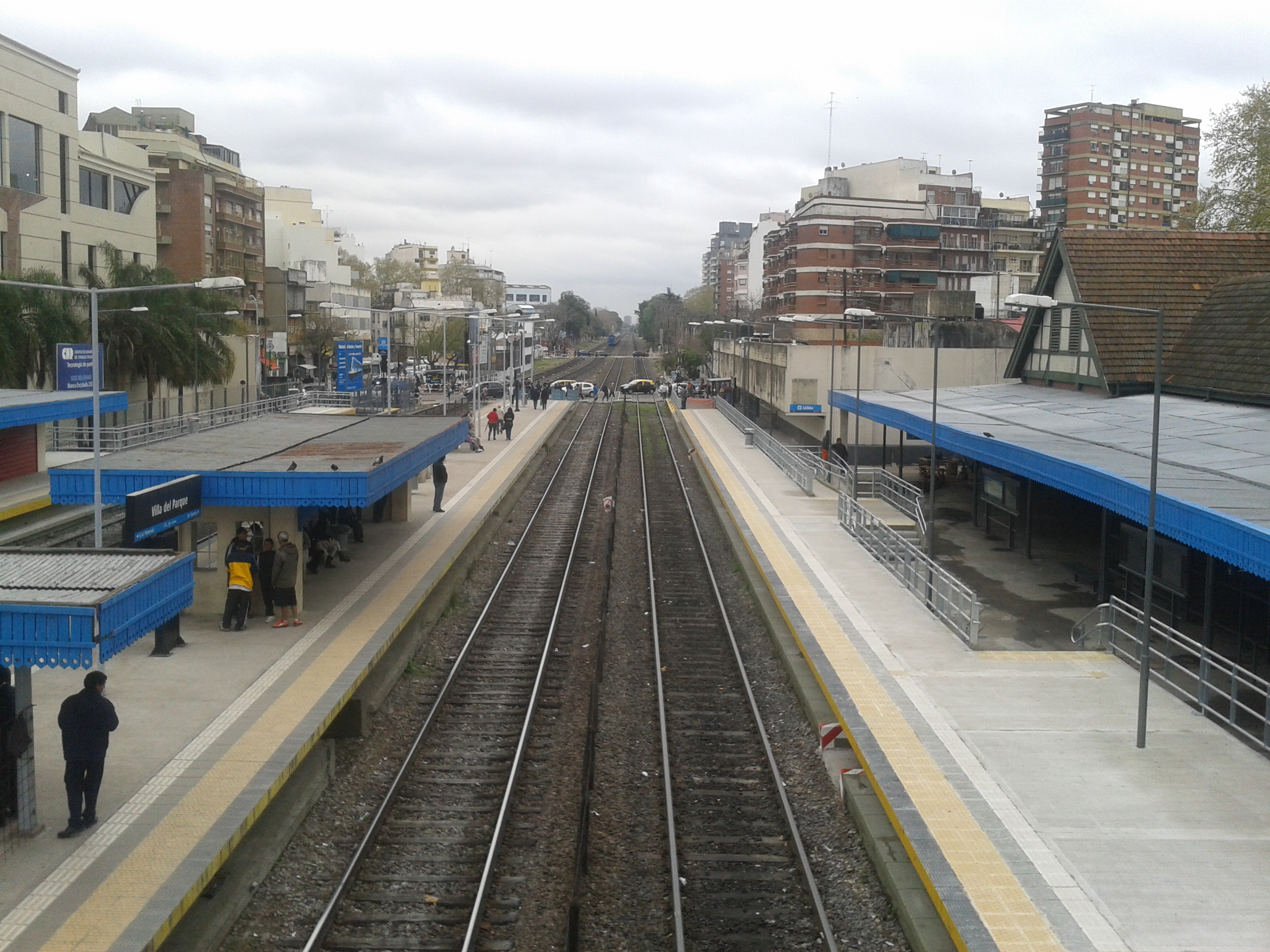
Andenes 2 y 4